# Torneo UEMOA 2016
El Torneo UEMOA 2016 es la séptima edición de este torneo de fútbol a nivel de selecciones nacionales de África Occidental organizado por la WAFU y que contó con la participación de 8 países de la región.
Senegal venció en la final a Malí para ser campeón del torneo por tercera ocasión.

## Fase de grupos

### Grupo A
| País            | Pts | J | G | E | P | GF | GC | GD |
| --------------- | --- | - | - | - | - | -- | -- | -- |
| Malí            | 7   | 3 | 2 | 1 | 0 | 2  | 0  | +2 |
| Níger           | 5   | 3 | 1 | 2 | 0 | 2  | 1  | +1 |
| Costa de Marfil | 4   | 3 | 1 | 1 | 1 | 1  | 1  | 0  |
| Togo            | 0   | 3 | 0 | 0 | 3 | 1  | 4  | −3 |

| 26 de noviembre de 2016 | Togo | 0-1 | Malí     | Stade de Kégué, Lomé         |                              |
|                         |      |     | Kone 57' | Árbitro(s): Maguette N'Diaye | Árbitro(s): Maguette N'Diaye |

| 26 de noviembre de 2016 | Níger | 0-0 | Costa de Marfil | Stade de Kégué, Lomé       |  |
|                         |       |     |                 | Árbitro(s): Raphiou Ligali |  |

| 28 de noviembre de 2016 | Malí | 0-0 | Níger | Stade de Kégué, Lomé                  |  |
|                         |      |     |       | Árbitro(s): Reinaldo Domingos Barbosa |  |

| 28 de noviembre de 2016 | Togo | 0-1 | Costa de Marfil | Stade de Kégué, Lomé      |                           |
|                         |      |     | Cissé 92'       | Árbitro(s): Jean Ouattara | Árbitro(s): Jean Ouattara |

| 30 de noviembre de 2016 | Costa de Marfil | 0-1 | Malí        | Stade de Kégué, Lomé      |                           |
|                         |                 |     | Djenepo 26' | Árbitro(s): Jean Ouattara | Árbitro(s): Jean Ouattara |

| 30 de noviembre de 2016 | Níger               | 2-1 | Togo        | Stade Municipal, Lomé                 |                                       |
|                         | Mossai 28' Koye 65' |     | Kouloun 35' | Árbitro(s): Reinaldo Domingos Barbosa | Árbitro(s): Reinaldo Domingos Barbosa |

### Grupo B
| País         | Pts | J | G | E | P | GF | GC | GD |
| ------------ | --- | - | - | - | - | -- | -- | -- |
| Senegal      | 7   | 3 | 2 | 1 | 0 | 7  | 1  | +6 |
| Burkina Faso | 4   | 3 | 1 | 1 | 1 | 2  | 2  | 0  |
| Guinea-Bisáu | 3   | 3 | 1 | 0 | 2 | 1  | 6  | −5 |
| Benín        | 2   | 3 | 0 | 2 | 1 | 0  | 1  | −1 |

| 27 de noviembre de 2016 | Senegal               | 2-1 | Burkina Faso  | Stade de Kégué, Lomé       |                            |
|                         | Badji 13' · Niane 89' |     | Karambiri 24' | Árbitro(s): Yanissou Bebou | Árbitro(s): Yanissou Bebou |

| 27 de noviembre de 2016 | Guinea-Bissau  | 1-0 | Benín | Stade de Kégué, Lomé        |                             |
|                         | Toni Silva 73' |     |       | Árbitro(s): Ousmane Karembe | Árbitro(s): Ousmane Karembe |

| 29 de noviembre de 2016 | Burkina Faso  | 1-0 | Guinea-Bisáu | Stade de Kégué, Lomé                      |                                           |
|                         | Karambiri 13' |     |              | Árbitro(s): Abdoulaye Rhissa Al-Moustapha | Árbitro(s): Abdoulaye Rhissa Al-Moustapha |

| 29 de noviembre de 2016 | Benín | 0-0 | Senegal | Stade de Kégué, Lomé      |  |
|                         |       |     |         | Árbitro(s): Allou Miessan |  |

| 1 de diciembre de 2016 | Burkina Faso | 0-0 | Benín | Stade de Kégué, Lomé      |  |
|                        |              |     |       | Árbitro(s): Boubou Traoré |  |

| 1 de diciembre de 2016 | Senegal                                             | 5-0 | Guinea-Bisáu | Stade Municipal, Lomé       |                             |
|                        | Niane 16' · Diatta 24' · Badje 30', 80' · Habib 88' |     |              | Árbitro(s): Ousmane Karembe | Árbitro(s): Ousmane Karembe |

## Final
| 3 de diciembre de 2016 | Malí | 0-1 | Senegal   | Stade de Kégué, Lomé      |                           |
|                        |      |     | Badje 78' | Árbitro(s): Allou Miessan | Árbitro(s): Allou Miessan |

## Campeón
| Torneo UEMOA 2016   |
| ------------------- |
| Bandera de Senegal  |
| Senegal 3.er título |